# رياض الدين أحمد مشهدي
رياض الدين أحمد مشهدي كان كاتبًا وفيلسوفًا بنغاليًا مسلمًا.

## الحياة المبكرة
ولد مشادي عام 1859 في شاران، راتانجانج، منطقة تانجيل، في رئاسة البنغال ، بالراج البريطاني . تعلم اللغة البنغالية، والإنجليزية، والسنسكريتية، والأردية.

## الوفاة
توفي مشهدي في 20 أيلول 1918.